# فنلاند در المپیک تابستانی ۱۹۸۰

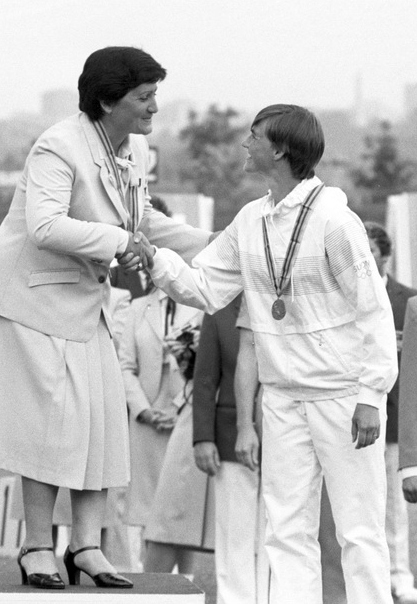
اهدای مدال ورزشکاران فنلاندی در المپیک تابستانی 1980

فنلاند در بازی‌های المپیک تابستانی ۱۹۸۰ که در شهر مسکو اتحاد جماهیر شوروی برگزار شد حضور داشت که کاروان فنلاند با ۱۰۵ ورزشکار موفق به کسب ۸ مدال (۳ طلا، ۱ نقره، ۴ برنز) شد. در پایان بازی ها نیز فنلاند در جدول رتبه‌بندی توزیع مدال‌ها، در ردهٔ ۱۲ مسابقات قرار گرفت.